# Naßwiesengraben (Altmühl)
Der Naßwiesengraben ist ein Altwasser verbindender Auengraben der Altmühl auf dem Gebiet der Stadt Gunzenhausen im mittelfränkischen Landkreis Weißenburg-Gunzenhausen. Er entwässert das ufernahe, flache, rechte Überschwemmungsgebiet des Flusses. Auf der linken Altmühlseite entwässern die Auengräben Luisengraben und Meierlachgraben.

## Verlauf
Der Bach tritt auf einer Höhe von 412 m ü. NHN südöstlich von Aha und westlich von Unterasbach aus einer Altarmschlinge aus und zieht sich auf etwa 1,2 Kilometern Länge in südöstlicher Richtung parallel zur Altmühl und zur Bahnstrecke Treuchtlingen–Würzburg durch die weite Offenlandschaft der breiten Talaue. Eine kleine Verbindung besteht zum Pflaumfelder Graben. Das Gewässer mündet südwestlich von Unterasbach und unweit der Gemeindegrenze zu Dittenheim auf einer Höhe von 412 m ü. NHN von rechts in eine weitere Altarmschlinge der Altmühl.
Wie auch die parallel verlaufende Altmühl, fällt der Naßwiesengraben auf seinem Weg um weniger als einen Höhenmeter, weswegen das Wasser sehr langsam abfließt. Nach starken Regenfällen wird die Landschaft von der Altmühl überschwemmt.